# Криштопівка (Хмельницький район)
Криштопі́вка — село в Україні, у Війтовецькій селищній територіальній громаді Хмельницького району Хмельницької області. Населення становить 439 осіб.

## Населення

### Мова
Розподіл населення за рідною мовою за даними перепису 2001 року:
| Мова       | Відсоток |
| ---------- | -------- |
| українська | 97,27 %  |
| російська  | 2,51 %   |

## Географія
Селом тече річка Безіменна.

## Історія
7 (20) листопада 1917 року, відповідно до Третього Універсалу Української Центральної Ради, увійшло до складу Української Народної Республіки.
Колишній орган місцевого самоуправління — Криштопівська сільська рада.

## Голодомор в Криштопівці
За даними різних джерел в селі в 1932—1933 роках загинуло близько 30 чоловік. На сьогодні встановлено імена 21. Мартиролог укладений на підставі даних Книг актів реєстрації цивільного стану та поіменних списків жертв Голодомору 1932—1933 років, складених Криштопівською сільською радою. Поіменні списки зберігаються в Державному архіві Хмельницької області.

## Галерея

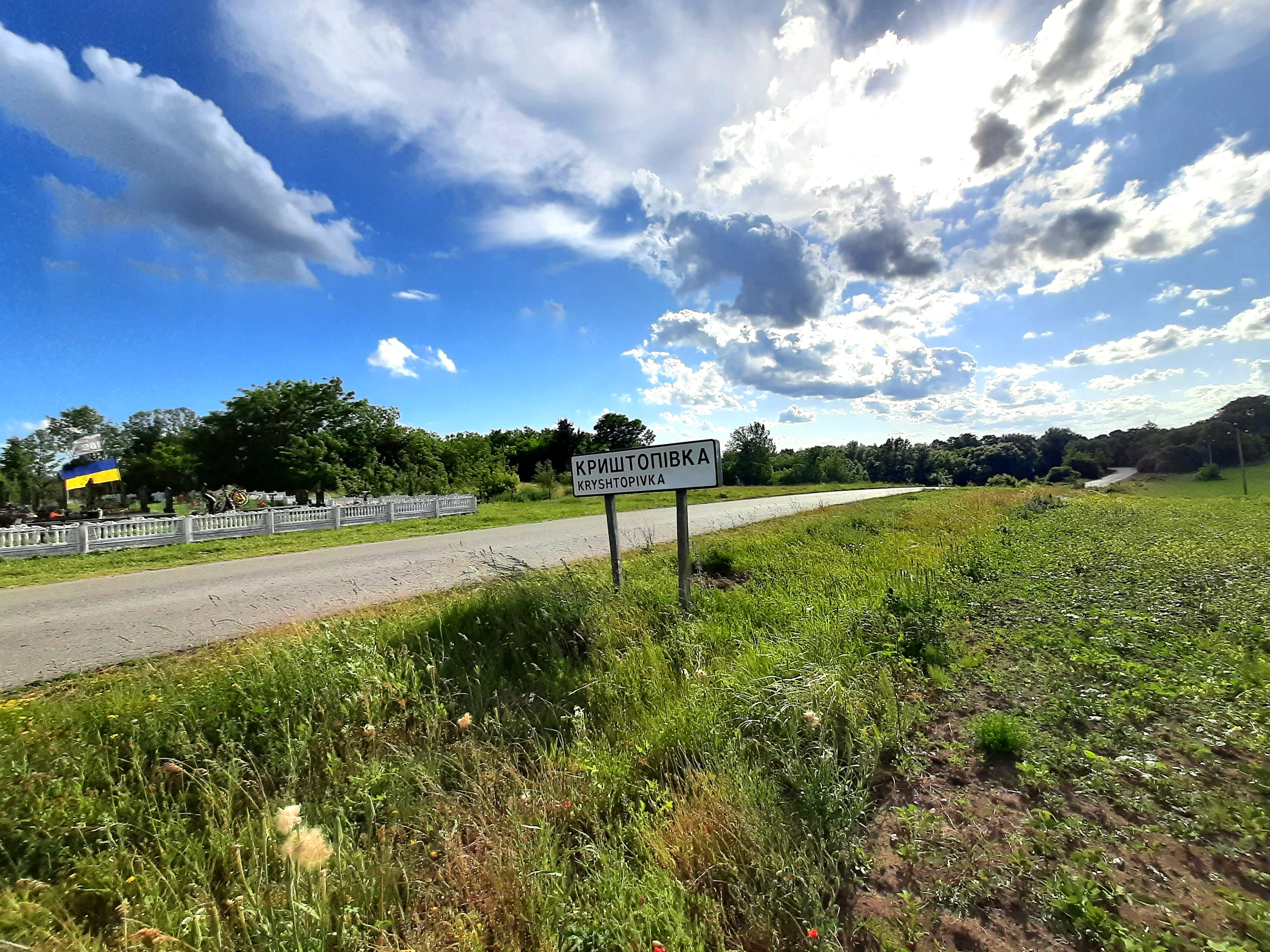
Дорожній знак при в'їзді в село
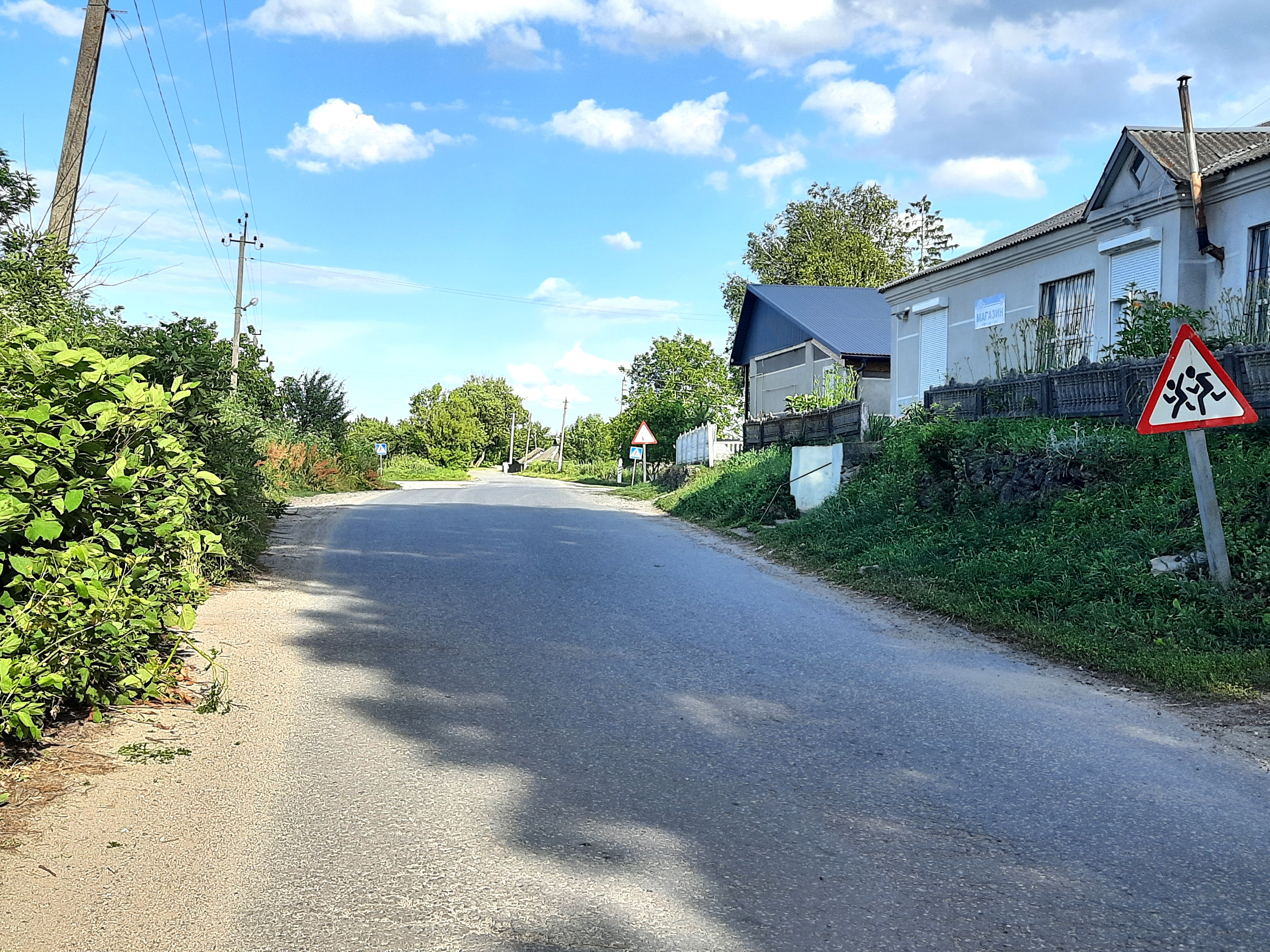
Сільська вулиця
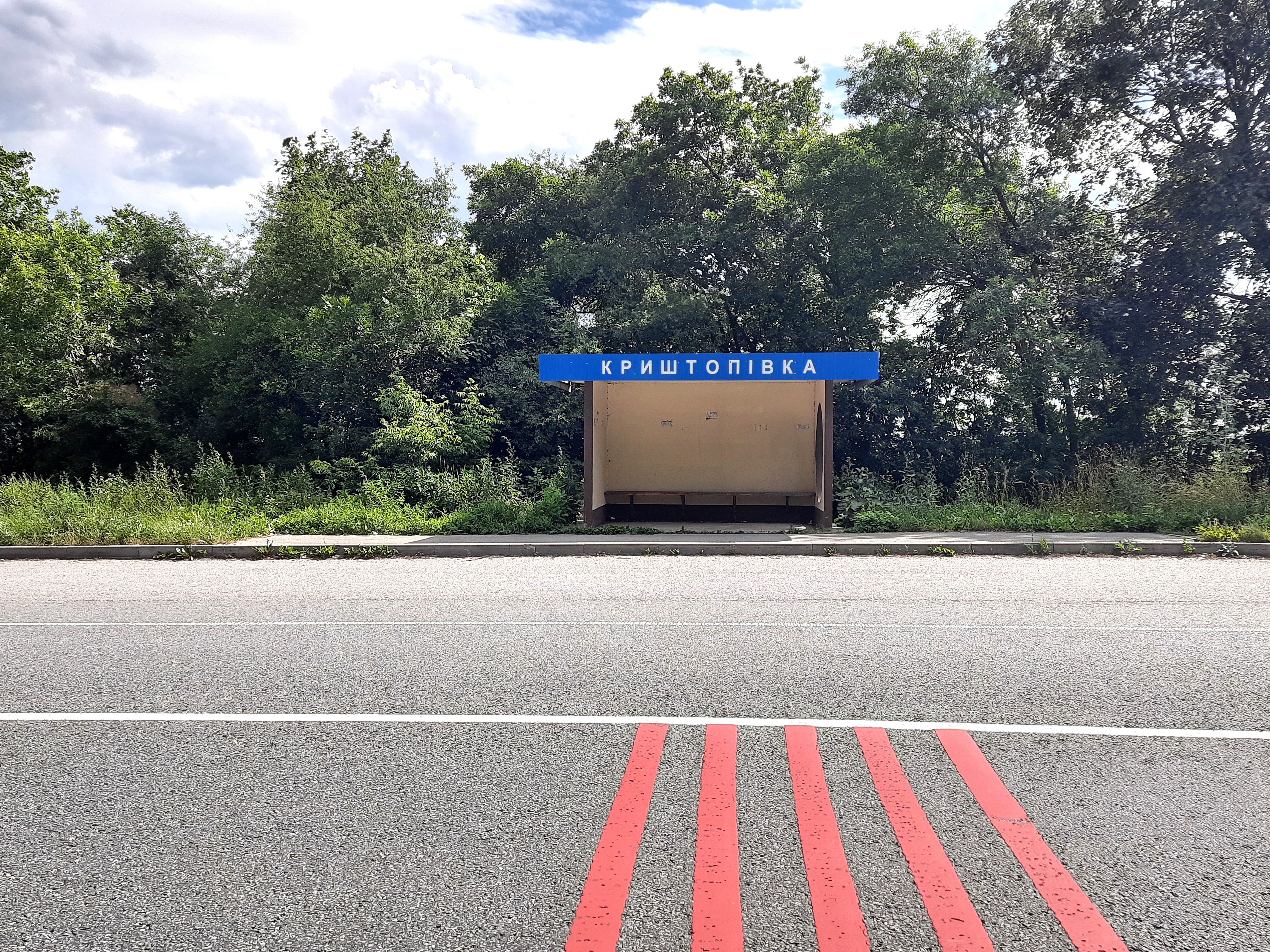
Автобусна зупинка
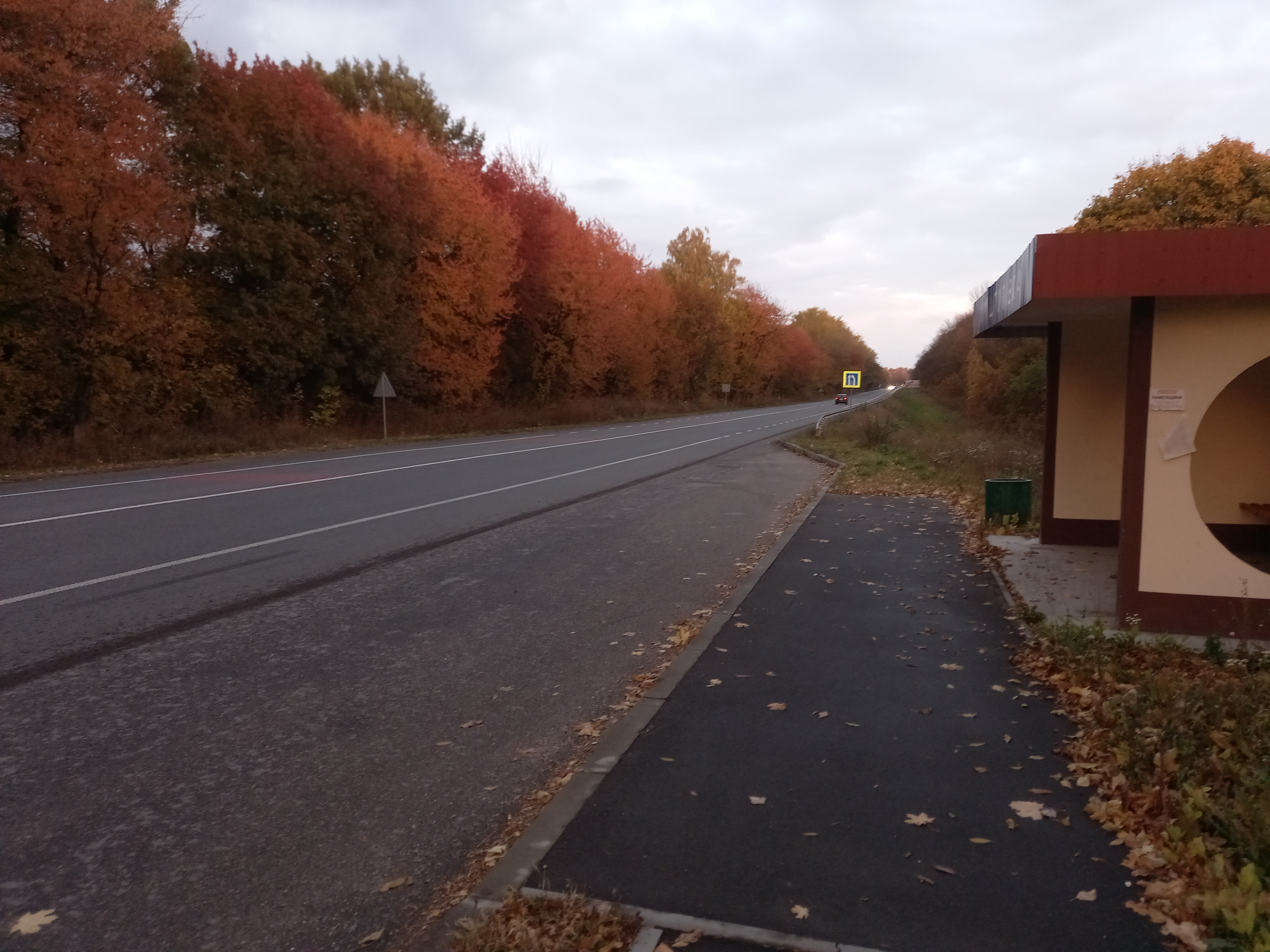
Автошлях М12 біля Криштопівки восени
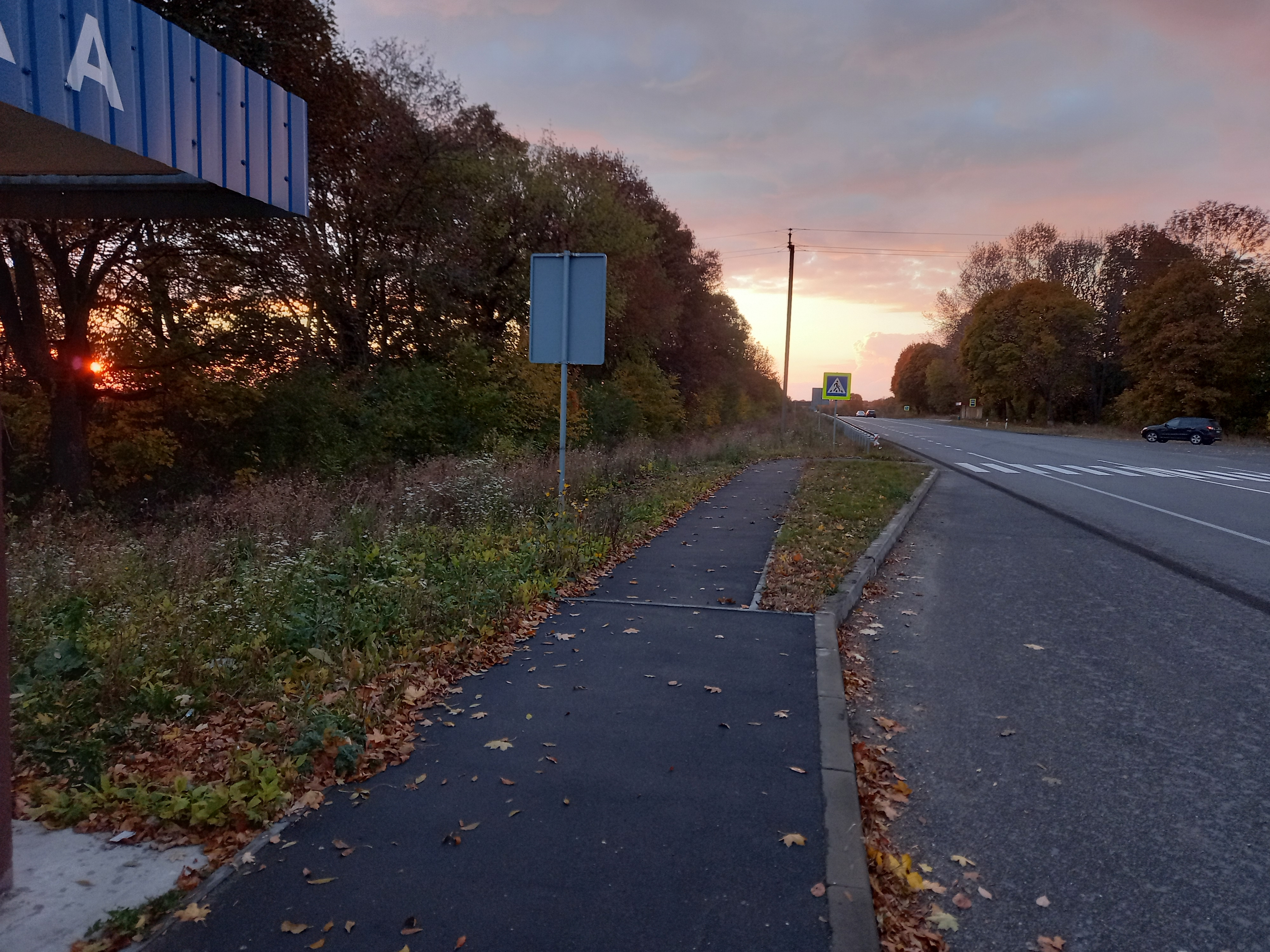
Автошлях М12 біля Криштопівки восени
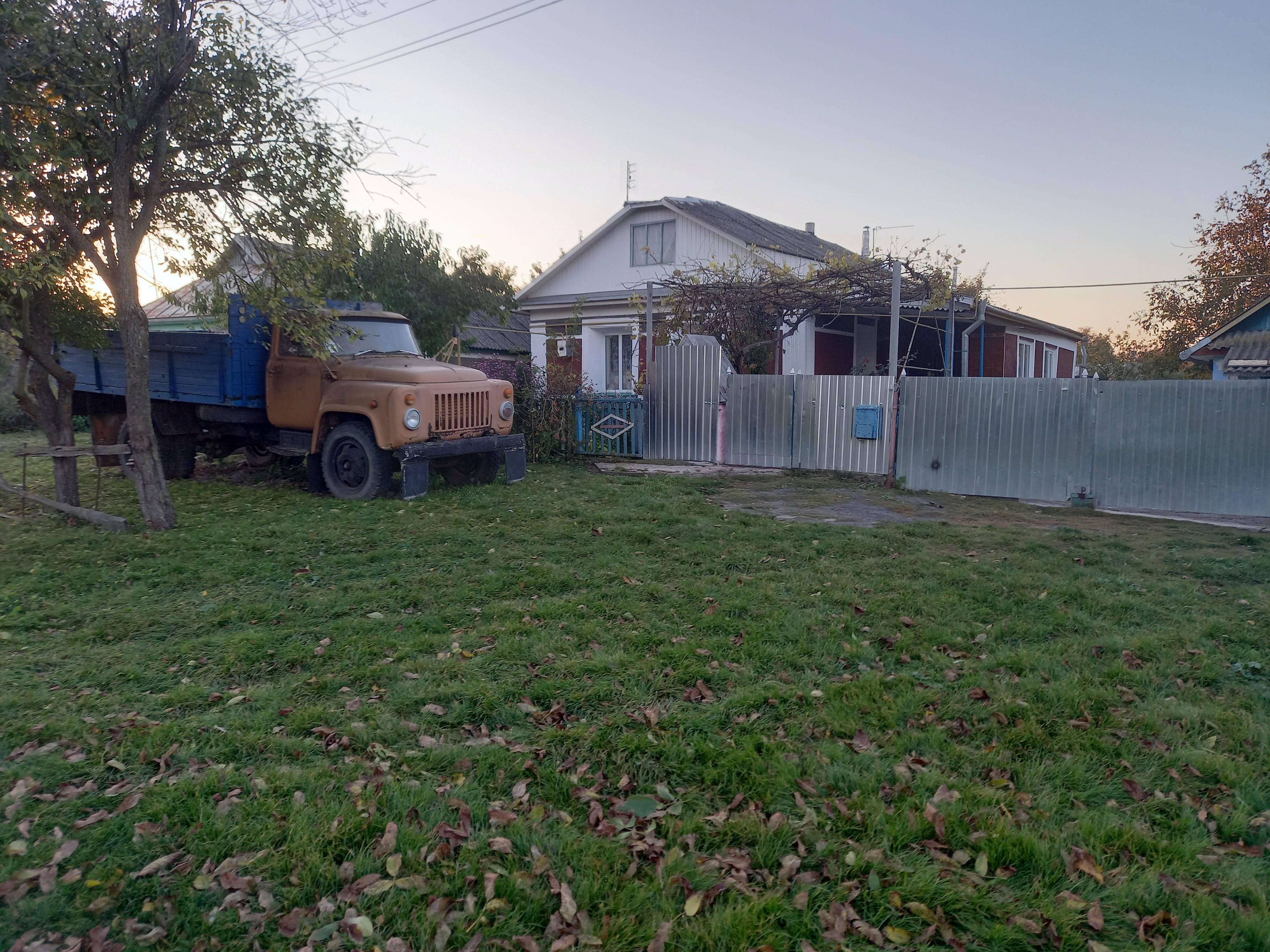
Сільський будинок
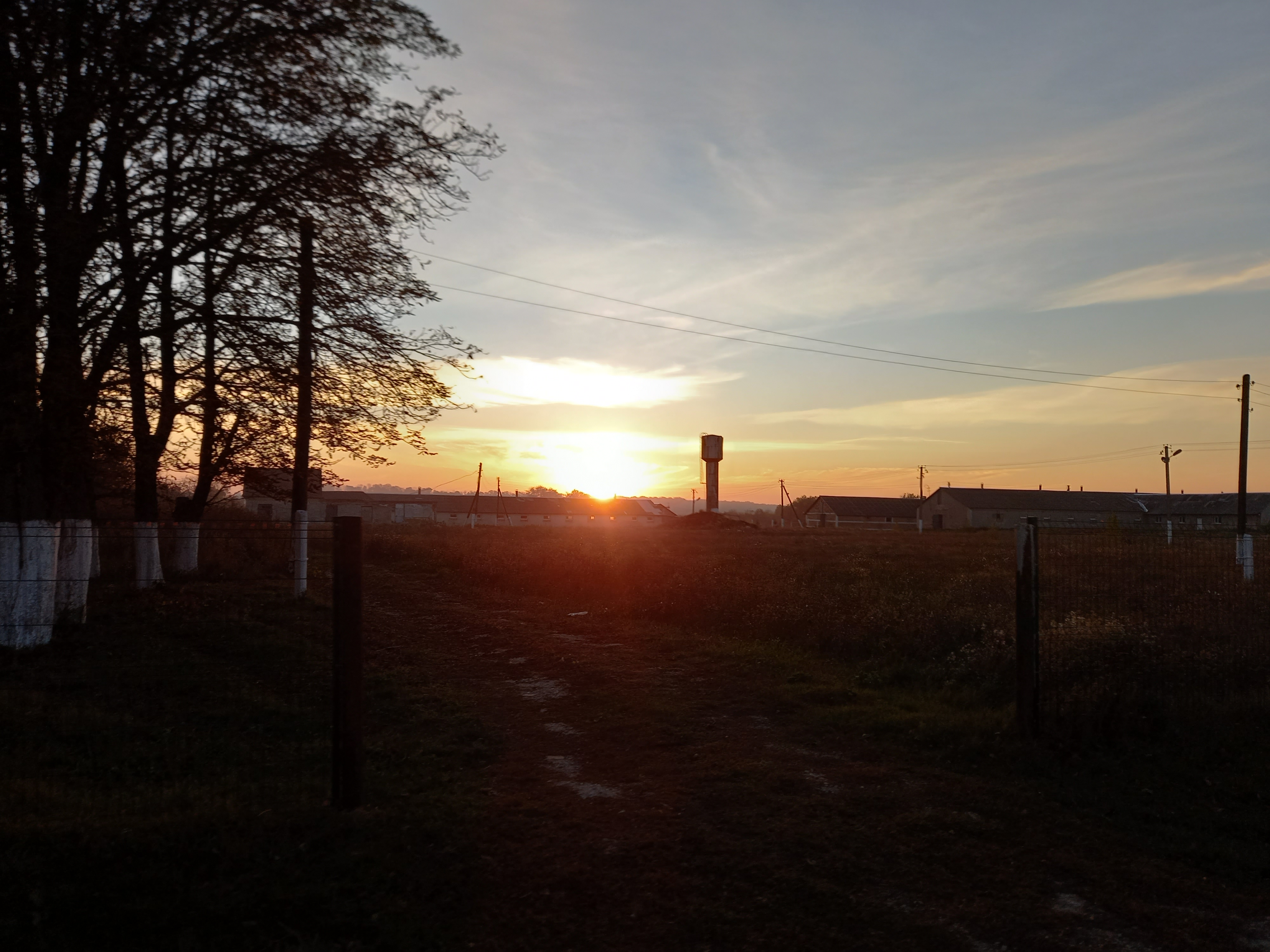
Захід Сонця у селі
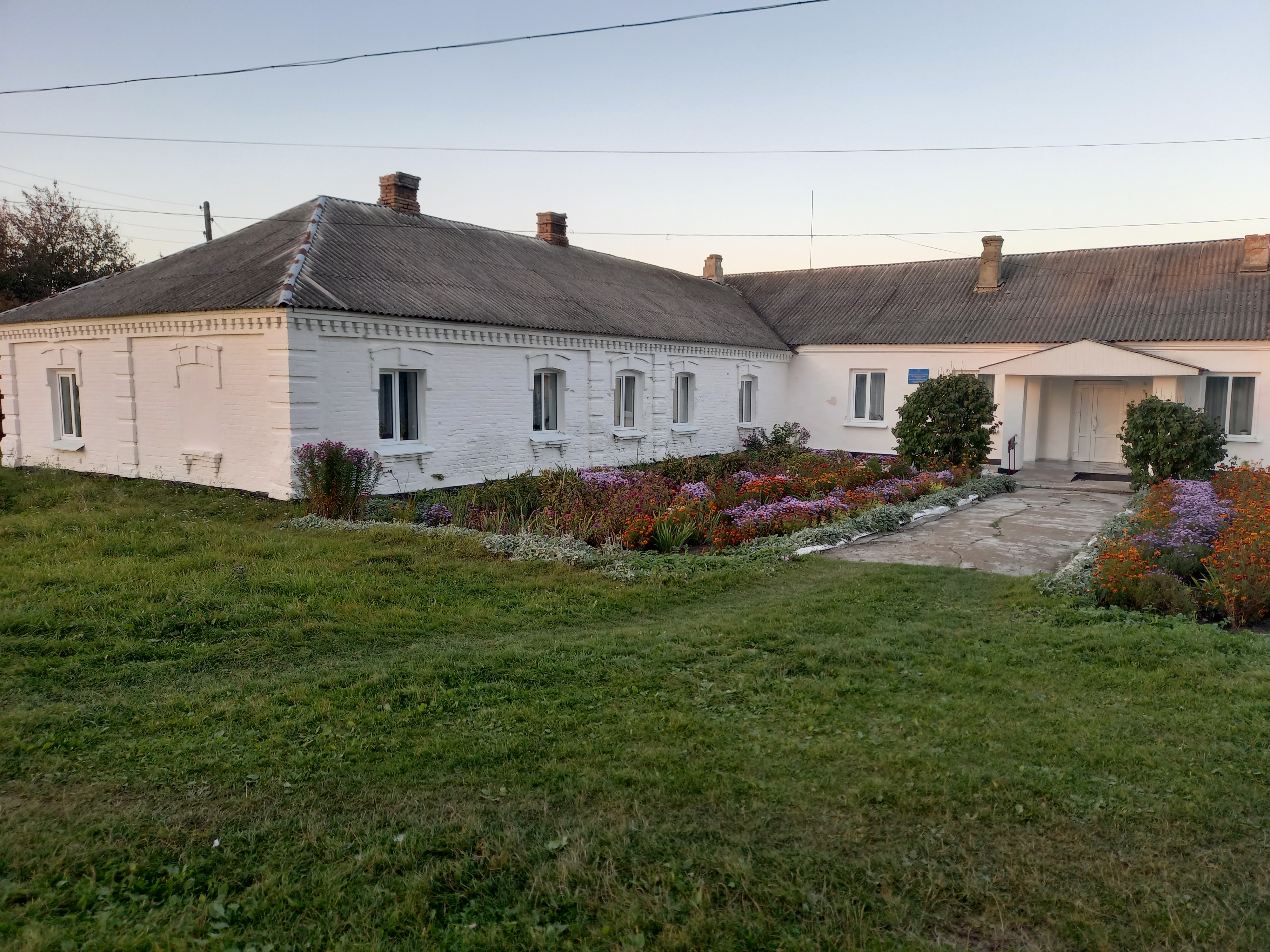
Приміщення школи
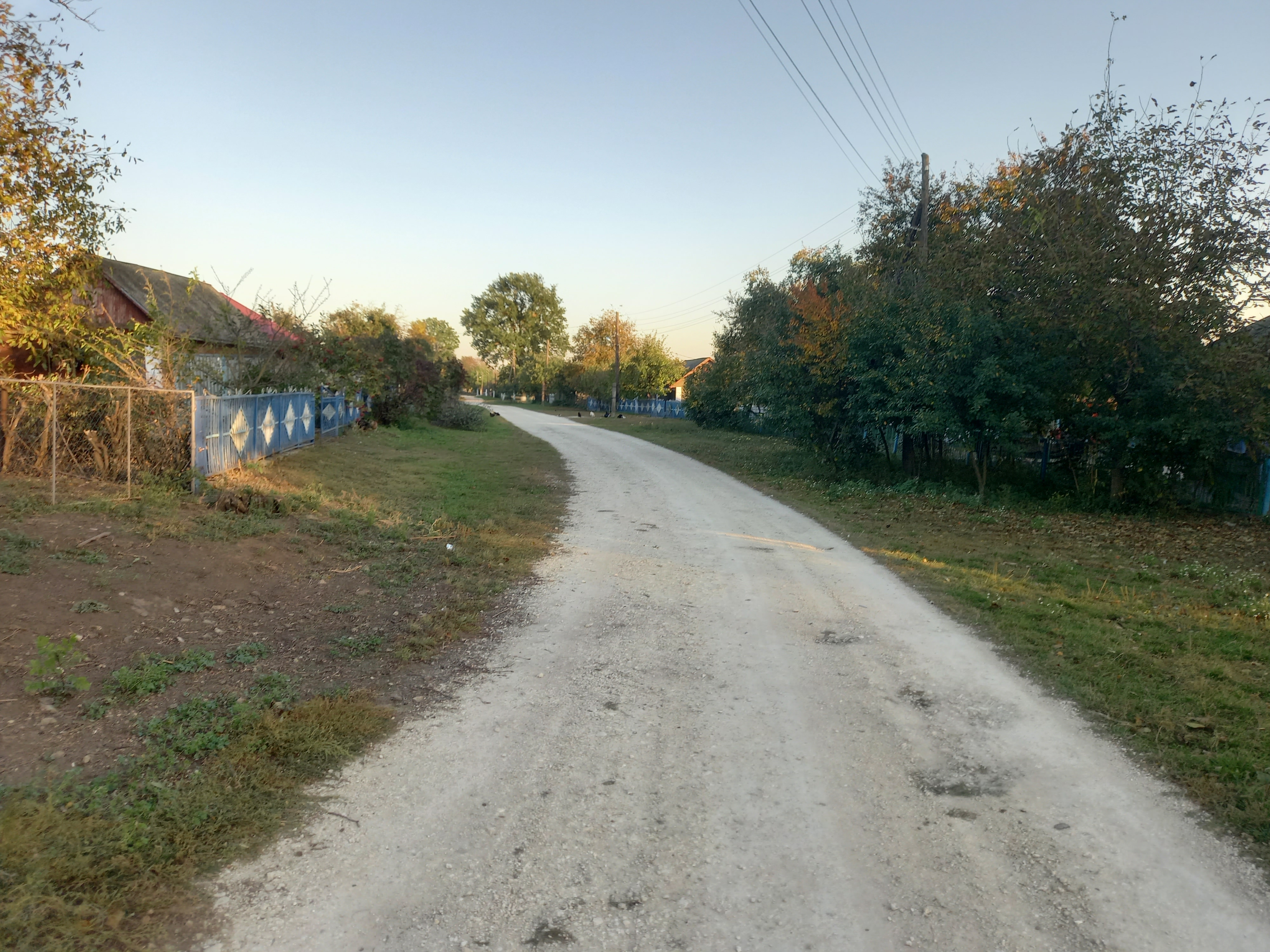
Вулиця Богдана Хмельницького
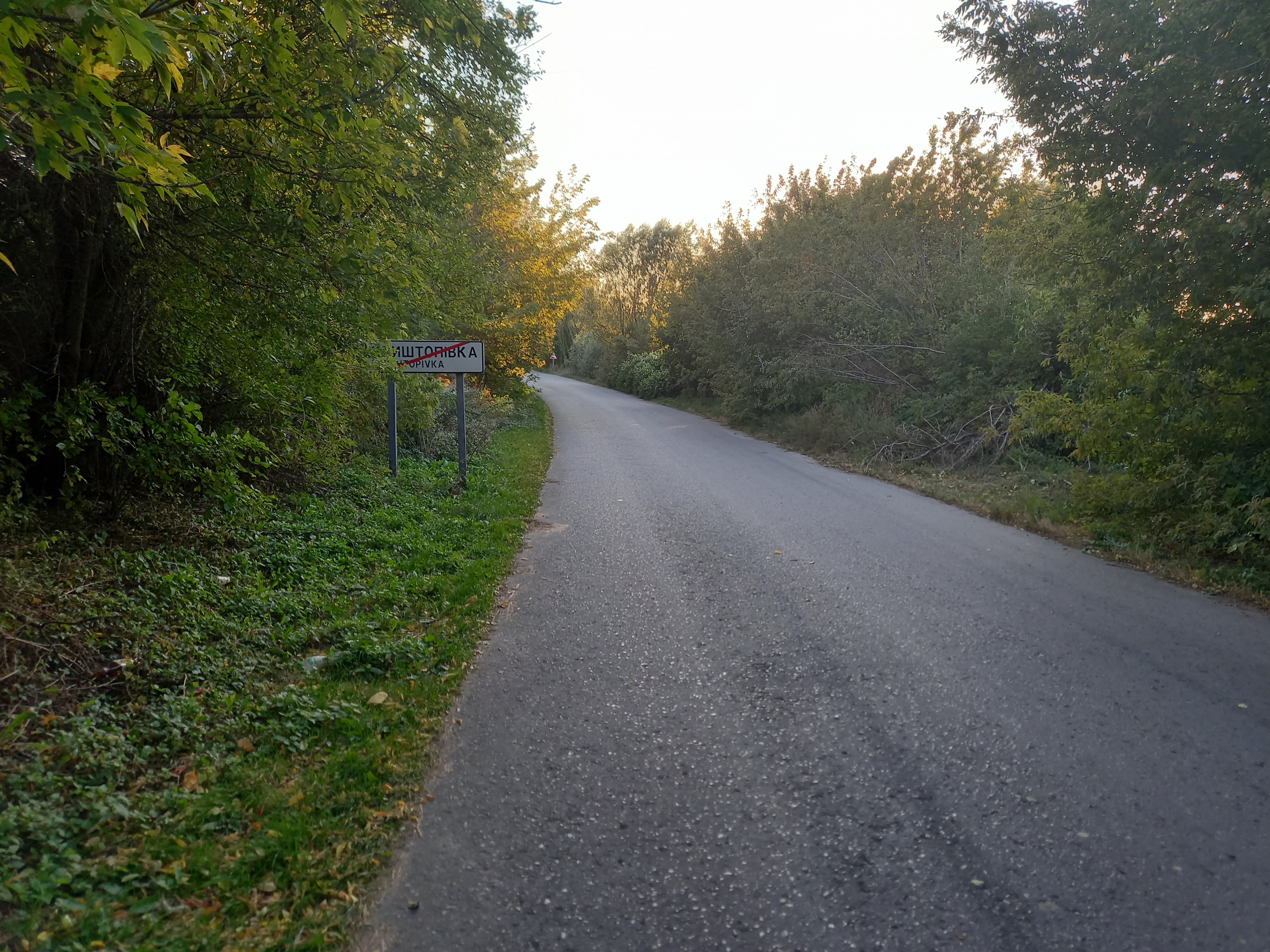
Дорога із села